# マクトゥームチャレンジ (競馬のレース)
マクトゥームチャレンジ（Al Maktoum Challenge）とはドバイレーシングクラブがメイダン競馬場のダート1900mで施行する競馬の国際競走である。日本語ではAlを省略して表記されることが多い。
創設時から2023年まではマクトゥームチャレンジラウンド3（Al Maktoum Challenge Round 3）というレース名称で開催されていた。
当競走を勝利した競走馬はドバイワールドカップへ招待されるため、前哨戦とトライアルレースの2つの役目を担っている。

## 概要
ドバイレーシングカーニバルに指定され、2023年までスーパーサタデーにマクトゥームチャレンジの第3戦として施行されていた。
2024年からは施行時期が1月の最終金曜日に新設されたファッションフライデーに移動になり、格付けは同様で、距離と名称を現行のものに変更された。
2010年に日本からウオッカ、レッドディザイアの2頭が日本生産・調教馬として初めて出走。レッドディザイアが日本調教馬初優勝を遂げた。なお、レッドディザイアは鞍上のオリビエ・ペリエの体重調整の問題で、本来の負担重量55kgのところ、0.5kg超過の55.5kgで出走しており、ハンデを克服しての勝利であった。また、ウオッカはこのレースで鼻出血を発症したため、目標としていたドバイワールドカップの出走を断念し、このレース限りで現役を引退している。

## 歴史
- 1994年 - 創設。創設時はナド・アルシバ競馬場のダート2400mで施行。
- 1996年 - この年以降施行距離が2000mとなり、以降3月に施行。
- 1997年 - この年以降リステッド競走（L）として施行
- 2001年 - この年以降G2に格付け。ハイトーリが優勝し、UAE調教馬以外の外国馬が初勝利。
- 2002年 - この年限り2月に施行。
- 2008年 - ランフランコ・デットーリとサイード・ビン・スルール厩舎が3連覇を達成。
- 2010年
  - 開催場がメイダン競馬場に移行し、施行条件がオールウェザー2000mに変更。
  - レッドディザイアが日本生産調教馬として初勝利。
- 2012年 - この年以降G1に格付け。
- 2015年 - 施行条件がダート2000mに変更。
- 2024年 - この年以降施行距離が1900mとなり、レース名称も「マクトゥームチャレンジ」に変更される。

## 歴代優勝馬
※馬齢表記は北半球の基準で表記。
| 回     | 施行日        | 調教国・優勝馬     | 日本語読み                 | 性齢 | タイム  | 優勝騎手       | 管理調教師           | 馬主                                                     |
| ------ | ------------- | ------------------ | -------------------------- | ---- | ------- | -------------- | -------------------- | -------------------------------------------------------- |
| 第1回  | 1994年2月25日 | Cezanne            | セザンヌ                   | 牡5  | 2:36.00 | G.ハインド     | S.ビン・スルール     |                                                          |
| 第2回  | 1995年2月23日 | Izentespeshal      | イゼンテスペシャル         | 牡7  | 2:34.00 | R.ヒルズ       | E.チャーピー         | ハムダン・アル・マクトゥーム                             |
| 第3回  | 1996年3月10日 | Tamayaz            | タマヤズ                   | 牡4  | 2:08.00 | L.デットーリ   | S.ビン・スルール     | ゴドルフィン                                             |
| 第4回  | 1997年3月13日 | Kammtarra          | カムタラ                   | 牡4  | 2:03.00 | L.デットーリ   | S.ビン・スルール     | マクトゥーム・アル・マクトゥーム                         |
| 第5回  | 1998年3月5日  | Sun Nabhaan        | ナビハーン                 | 牡5  | 2:05.91 | R.ヒルズ       | E.チャーピー         | ハムダン・アル・マクトゥーム                             |
| 第6回  | 1999年3月4日  | Spindrift          | スピンドリフト             | 牡4  | 2:00.53 | G.ハインド     | S.ビン・スルール     | シャイフ・マクトゥーム                                   |
| 第7回  | 2000年3月2日  | Dubai Millennium   | ドバイミレニアム           | 牡4  | 1:59.60 | L.デットーリ   | S.ビン・スルール     | ゴドルフィン                                             |
| 第8回  | 2001年3月1日  | Hightori           | ハイトーリ                 | 牡4  | 2:01.59 | O.ペリエ       | P.ドゥメルキャステル | ゲイリー・タナカ                                         |
| 第9回  | 2002年2月28日 | Street Cry         | ストリートクライ           | 牡4  | 2:01.25 | L.デットーリ   | S.ビン・スルール     | ゴドルフィン                                             |
| 第10回 | 2003年3月8日  | Grandera           | グランデラ                 | 牡5  | 2:02.83 | L.デットーリ   | S.ビン・スルール     | ゴドルフィン                                             |
| 第11回 | 2004年3月6日  | Victory Moon       | ヴィクトリームーン         | 牡5  | 2:03.30 | W.マーウィング | M.デ・コック         |                                                          |
| 第12回 | 2005年3月5日  | Chiquitin          | チキティン                 | 牡5  | 2:04.70 | M.キネーン     | J.バートン           |                                                          |
| 第13回 | 2006年3月2日  | Electrocutionist   | エレクトロキューショニスト | 牡5  | 2:01.06 | L.デットーリ   | S.ビン・スルール     | ゴドルフィン                                             |
| 第14回 | 2007年3月1日  | Eu Tambem          | エウタンベン               | 牡4  | 2:01.53 | L.デットーリ   | S.ビン・スルール     | シェイク・ハムダン・ビン・モハメッド                     |
| 第15回 | 2008年3月6日  | Jalil              | ジャリル                   | 牡4  | 2:00.35 | L.デットーリ   | S.ビン・スルール     | ゴドルフィン                                             |
| 第16回 | 2009年3月5日  | Asiatic Boy        | アジアティックボーイ       | 牡5  | 2:03.03 | J.ムルタ       | M.デコック           | シェイク・モハメッド・ビン・ハリファ・アル・マクトゥーム |
| 第17回 | 2010年3月4日  | Red Desire         | レッドディザイア           | 牝4  | 2:02.62 | O.ペリエ       | 松永幹夫             | （株）東京ホースレーシング                               |
| 第18回 | 2011年3月3日  | Twice Over         | トゥワイスオーヴァー       | 牡6  | 2:05.44 | T.ケリー       | H.セシル             |                                                          |
| 第19回 | 2012年3月10日 | Capponi            | カッポニ                   | 牡5  | 2:03.05 | A.アジュテビ   | M.アル・ザローニ     | ハムダン・アル・マクトゥーム                             |
| 第20回 | 2013年3月9日  | Hunter's Light     | ハンターズライト           | 牡5  | 2:03.65 | S.デ・ソウザ   | S.ビン・スルール     | ゴドルフィン                                             |
| 第21回 | 2014年3月8日  | Prince Bishop      | プリンスビショップ         | 騸7  | 2:04.23 | K.ファロン     | S.ビン・スルール     |                                                          |
| 第22回 | 2015年3月7日  | African Story      | アフリカンストーリー       | 騸8  | 2:04.92 | J. ドイル      | S. ビン・スルール    | ゴドルフィン                                             |
| 第23回 | 2016年3月5日  | Special Fighter    | スペシャルファイター       | 牡5  | 2:03.09 | F. ハラ        | M. アル・ムハイリ    | Sh Mansoor bin Mohd Al Maktoum                           |
| 第24回 | 2017年3月4日  | Long River         | ロングリバー               | 牡7  | 2:04.20 | M.バルザローナ | S.ビン・ガデイヤー   | シェイク・ハムダン・ビン・ラーシド・アール・マクトゥーム |
| 第25回 | 2018年3月10日 | North America      | ノースアメリカ             | 騸6  | 2:01.71 | R.マレン       | S.Seemar             | Ramzan Kadyrov                                           |
| 第26回 | 2019年3月9日  | Capezzano          | カペザーノ                 | 騸5  | 2:05.02 | M.バルザローナ | S.ビン・ガデイヤー   | Sultan Ali                                               |
| 第27回 | 2020年3月7日  | Matterhorn         | マッターホルン             | 牡5  | 2:04.44 | M.バルザローナ | S.ビン・ガデイヤー   | シェイク・ハムダン・ビン・ラーシド・アール・マクトゥーム |
| 第28回 | 2021年3月6日  | Salute The Soldier | サルートザソルジャー       | 騸6  | 2:03.09 | A.デフリース   | F.Nass               | Victorious                                               |
| 第29回 | 2022年3月5日  | Hypothetical       | ハイポセティカル           | 牡5  | 2:04.79 | M.バルザローナ | S.ビン・ガデイヤー   | シェイク・ハムダン・ビン・ラーシド・アール・マクトゥーム |
| 第30回 | 2023年3月4日  | Salute The Soldier | サルートザソルジャー       | 騸8  | 2:04.52 | A.デフリース   | F.Nass               | Victorious                                               |
| 第31回 | 2024年1月26日 | Kabirkhan          | カビールカーン             | 牡4  | 1:57.72 | P.ドッブス     | D.ワトソン           | Tlek Mukanbetkaliyev                                     |
| 第32回 | 2025年1月24日 | Walk Of Stars      | ウォークオブスターズ       | 騸6  | 1:56.21 | T.オシェア     | B.シーマー           | Athbah Racing                                            |